# ورونیکا لیک
ورونیکا لیک (انگلیسی: Veronica Lake؛ زاده ۱۴ نوامبر ۱۹۲۲ ـ درگذشته ۷ ژوئیهٔ ۱۹۷۳) یک هنرپیشه اهل ایالات متحده آمریکا بود. لیک بخاطر موهای طلایی بلندش بسیار معروف بود و در دوران جنگ جهانی دوم بسیار پرکار بود ، اما بعد از جنگ او تنها در چند فیلم ناموفق ظاهر شد و در نتیجه دوران کاریش خیلی زود به پایان رسید.
از فیلم‌ها یا برنامه‌های تلویزیونی که وی در آن نقش داشته است می‌توان به مردگان پیراهن راه راه نمی‌پوشند، جلوی سحر را بگیرید اشاره کرد.